# پتر موکنوبر

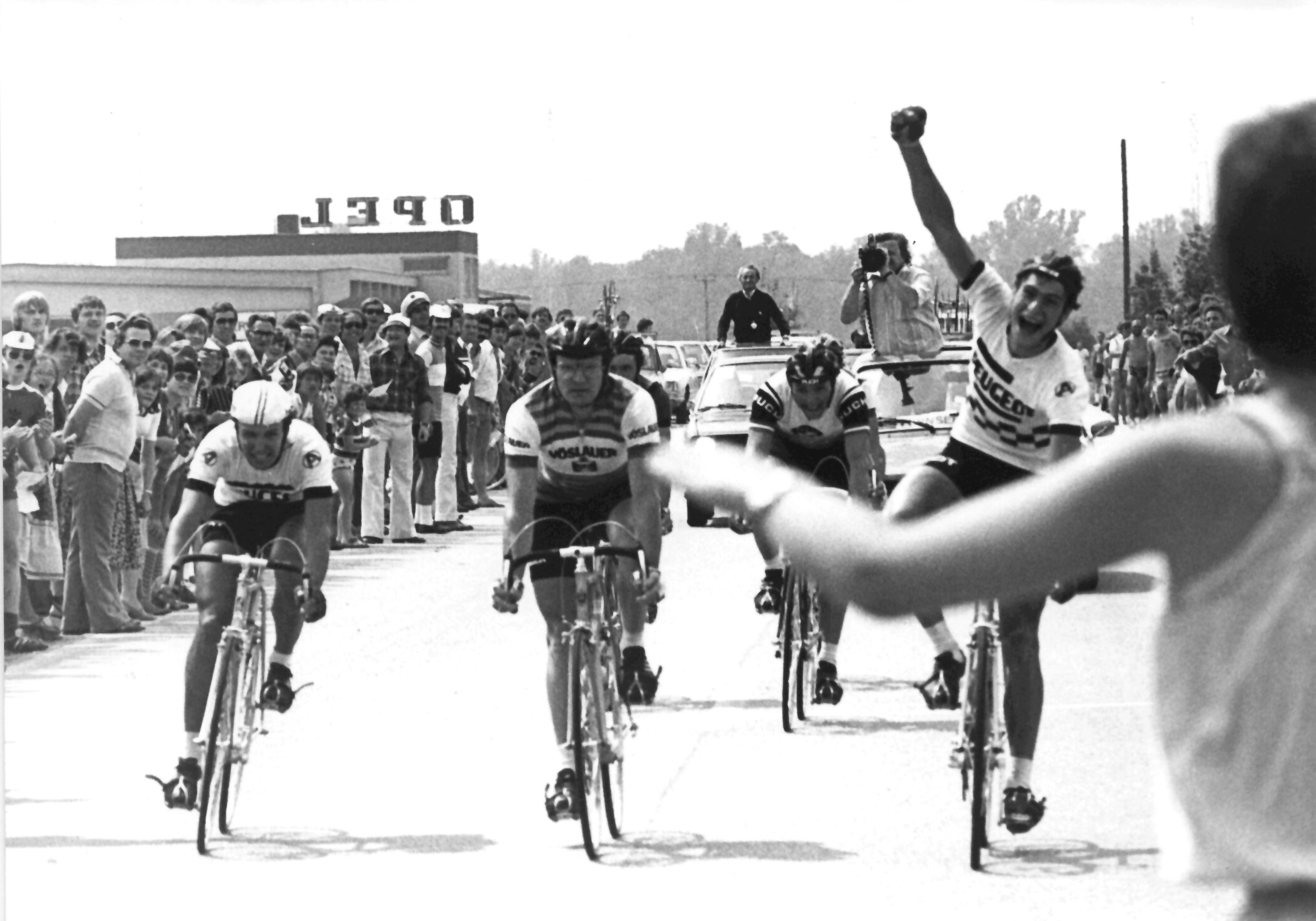
یک تصویر از دوچرخه سوار

پتر موکنوبر (آلمانی: Peter Muckenhuber؛ زادهٔ ۱۶ فوریهٔ ۱۹۵۵) دوچرخه‌سوار اهل اتریش است. وی در بازی‌های المپیک تابستانی ۱۹۸۰ و ۱۹۸۴ شرکت کرده‌است.